# Стеценко, Василий Иванович
Василий Иванович Стеценко — советский хозяйственный, государственный и политический деятель, Герой Социалистического Труда.

## Биография
Родился в 1927 году на территории современной Днепропетровской области. Член КПСС.
С 1945 года — на хозяйственной, общественной и политической работе. В 1945—1987 гг. — колхозник, агроном, заместитель директора, директор совхоза «Ингулец» Белозёрского района Херсонской области.
Указом Президиума Верховного Совета СССР от 22 декабря 1977 года присвоено звание Героя Социалистического Труда с вручением ордена Ленина и золотой медали «Серп и Молот».
Умер после 1987 года.

## Награды и звания
- Герой Социалистического Труда (22.12.1977).
- орден Ленина (22.03.1966, 08.04.1971, 22.12.1977)
- орден Октябрьской Революции (06.09.1973)